# بيل جورج (لاعب كرة قدم أمريكية)
بيل جورج (بالإنجليزية: Bill George) هو لاعب كرة قدم أمريكية أمريكي، ولد في 27 أكتوبر 1929 في مقاطعة غرين في الولايات المتحدة، وتوفي في 30 سبتمبر 1982 في روكفورد في الولايات المتحدة بسبب حادث مرور.

## وصلات خارجية
- بيل جورج على موقع مرجع كرة القدم المحترفة.كوم (الإنجليزية)
- بيل جورج على موقع إن إن دي بي (الإنجليزية)